# Condado de Regla

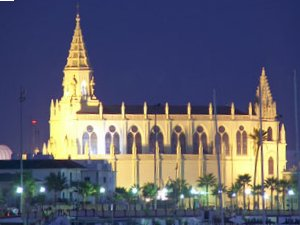
Santuario de Ntra. Sra. de Regla, en Chipiona.

El condado de Regla, originalmente condado de Santa María de Regla, es un título nobiliario español concedido el 7 de diciembre de 1768 por el rey Carlos III a favor de Pedro María Romero de Terreros y Ochoa de Castilla, fundador del Monte de Piedad de México y caballero de la Orden de Calatrava. El nombre del título se refiere a la Virgen de Regla, venerada en su santuario del municipio andaluz de Chipiona, en la provincia de Cádiz.

## Condes de Regla
|                         | Titular                                               | Periodo                 |
| Creación por Carlos III | Creación por Carlos III                               | Creación por Carlos III |
| ----------------------- | ----------------------------------------------------- | ----------------------- |
| I                       | Pedro María Romero de Terreros y Ochoa de Castilla    | 1768-1781               |
| II                      | Pedro Ramón Romero de Terreros Trebuesto y Dávalos    | 1781-1806               |
| III                     | Pedro José María Romero de Terreros                   | 1806-1846               |
| IV                      | Juan Nepomuceno Romero de Terreros y López de Peralta | 1846-1862               |
| V                       | María del Refugio Romero de Terreos y Goríbar         | 1867-1909               |
| VI                      | Alfonso Rincón Gallardo y Romero de Terreros          | 1909-1956               |
| VII                     | Eduardo Rincón-Gallardo y de Mier                     | 1957-1982               |
| VIII                    | Sebastián Rincón-Gallardo y Corcuera                  | 1983-2022               |
| IX                      | Jaime Rincón-Gallardo Ortiz                           | 2022-actual titular     |

## Historia de los condes de Regla
- Pedro María Romero de Terreros y Ochoa de Castilla (b. Cortegana, 10 de junio de 1711-27 de noviembre de 1781[2]) I conde de Regla.

Casó en Ciudad de México el 29 de junio de 1756 con María Antonia de Trevuesto Dávalos, hija de la III condesa de Miravalle. Sucedió su hijo:
- Pedro Ramón Romero de Terreros y Trebuesto (b. Real de Minas, Pachuca, 30 de agosto de 1765-1806) II conde de Regla.[3]

Casó el 30 de abril de 1785 con María Josefa Rodríguez de Pedroso y de la Cotera, III condesa de San Bartolomé de Jala. Sucedió su hijo:
- Pedro José María Romero de Terreros y Rodríguez de Pedroso (b. Ciudad de México, 1 de noviembre de 1788-12 de abril de 1846), III conde de Regla,[3] II marqués de San Cristóbal y IV conde de San Bartolomé de Jala.

Casó en Ciudad de México el 15 de enero de 1812 con María Josefa López de Peralta.
- Juan Nepomuceno Romero de Terreros y López de Peralta (b. Ciudad de México 7 de febrero de 1818-Panamá, 28 de febrero de 1862[4]), IV conde de Regla,[3] I duque de Regla, grande de España,[3] III marqués de San Cristóbal, V marqués de Rivas Cacho, V marqués de San Francisco y V conde de San Bartolomé de Jala. Sucedió su sobrina,[3] hija de Ramón Romero de Terreros y de María del Refugio de Goribar y Musquiz.

- María del Refugio Romero de Terreros y Goríbar (m. c. 1917), V condesa de Regla,[3] II duquesa de Regla[3] y IV marquesa de San Cristóbal.

Casó el 19 de diciembre de 1871 con Eduardo Rincón-Gallardo y Rosso, III marqués de Guadalupe Gallardo. Sucedió su hijo en 1909 por distribución de su madre:
- Alfonso Rincón Gallardo y Romero de Terreros (n. 26 de mayo de 1878[2]-1956), VI conde de Regla[5] y V marqués de San Cristóbal.

Casó con Leonor de Mier y Cuevas. Sucedió su hijo:
- Eduardo Rincón-Gallardo y de Mier (París, 22 de septiembre de 1908-Ciudad de México, 9 de marzo de 1982), VII conde de Regla.[6]

- Sebastián Rincón-Gallardo y Corcuera (m. 1983), VIII conde de Regla.[7]

Casó con María Cristina Fernández del Valle y Espinosa. Le sucedió su nieto a quien cedió el título:
- Jaime Rincón-Gallardo Ortiz, IX conde de Regla.[8]